# Sagittaria
Sagittaria Ruppius ex L. è un genere di piante acquatiche della famiglia delle Alismatacee.

## Tassonomia
Il genere comprende le seguenti specie:
- Sagittaria aginashi Makino
- Sagittaria ambigua J.G.Sm.
- Sagittaria australis (J.G.Sm.) Small
- Sagittaria brevirostra Mack. & Bush
- Sagittaria chapmanii (J.G.Sm.) C.Mohr
- Sagittaria cristata Engelm.
- Sagittaria cuneata E.Sheld.
- Sagittaria demersa J.G.Sm.
- Sagittaria engelmanniana J.G.Sm.
- Sagittaria fasciculata E.O.Beal
- Sagittaria filiformis J.G.Sm.
- Sagittaria graminea Michx.
- Sagittaria guayanensis Kunth
- Sagittaria intermedia Micheli
- Sagittaria isoetiformis J.G.Sm.
- Sagittaria kurziana Glück
- Sagittaria lancifolia L.
- Sagittaria latifolia Willd.
- Sagittaria lichuanensis J.K.Chen, X.Z.Sun & H.Q.Wang
- Sagittaria longiloba Engelm. ex J.G.Sm.
- Sagittaria macrocarpa J.G.Sm.
- Sagittaria macrophylla Zucc.
- Sagittaria montevidensis Cham. & Schltdl.
- Sagittaria natans Pall.
- Sagittaria papillosa Buchenau
- Sagittaria planitiana G.Agostini
- Sagittaria platyphylla (Engelm.) J.G.Sm.
- Sagittaria potamogetifolia Merr.
- Sagittaria pygmaea Miq.
- Sagittaria rhombifolia Cham.
- Sagittaria rigida Pursh
- Sagittaria sagittifolia L.
- Sagittaria sanfordii Greene
- Sagittaria secundifolia Kral
- Sagittaria sprucei Micheli
- Sagittaria subulata (L.) Buchenau
- Sagittaria tengtsungensis H.Li
- Sagittaria teres S.Watson
- Sagittaria trifolia L.